# Élagage
Pour les articles homonymes, voir élagage synaptique et élagage alpha-bêta.

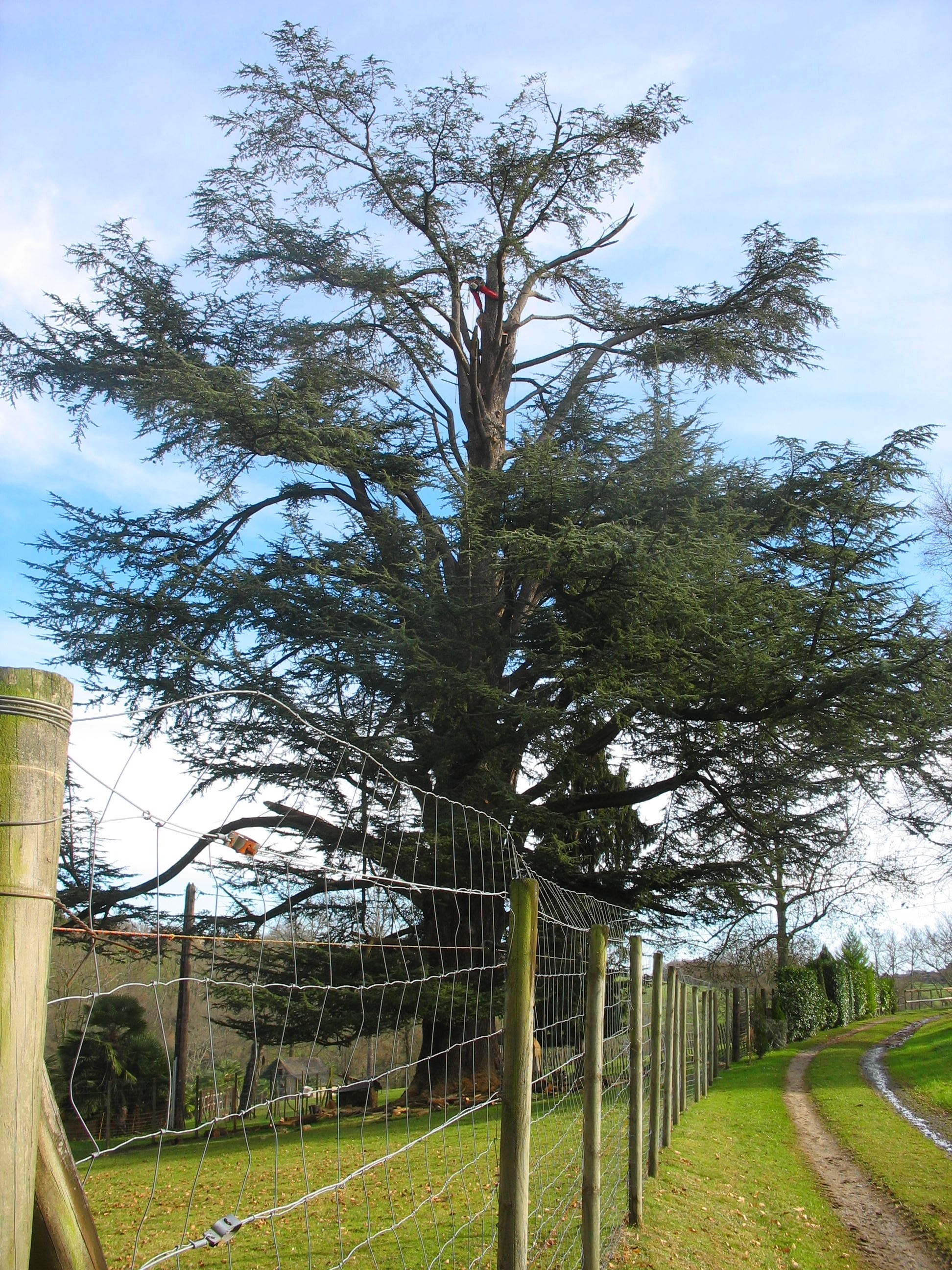
Suppression d'axes fragilisés par une tempête dans un cèdre de 250 ans, l'élagueur est visible au sommet.

L’élagage est une opération qui consiste en la coupe de certaines branches mortes ou vivantes (ébranchage) d'un arbre pour en orienter ou limiter le développement. On appelle généralement élagage l'arboriculture ornementale (ou arboriculture d’agrément dans une approche écosystémique). On distingue l'élagage sylvicole, l'élagage fruitier et l'élagage ornemental.
L'élagage est aussi un processus biologique naturel d'abandon des branches, ou parfois d'une partie du houppier (descente de cime), afin d'optimiser les ressources et dépenses d'énergie de l'arbre, processus appelé élagage naturel. On peut le comprendre comme un processus de sélection des branches d'un arbre sans intervention humaine, en raison d'événements climatiques, par manque de lumière ou d'eau, et/ou par l'action de champignons saprophytes spécialisés.

## Types

### Élagage sylvicole
C'est une technique consistant à remonter régulièrement la couronne des arbres destinés à la production de bois d'œuvre, afin de limiter le développement des nœuds (insertions des branches), et d'améliorer ainsi la valeur commerciale de la bille de bois.
L'élagage peut être naturel par chute des branches mortes provoquée par le manque de lumière ou artificiel par la coupe des branches.
Lors de l'abattage des arbres, l'élagueur est parfois amené à couper (éhouper) la partie sommitale des arbres afin de ne pas éclater les fibres du bois lors de la chute de la bille au sol. L'élagueur est dans ce cas appelé « éhoupeur ».

### Élagage fruitier
L'élagage fruitier ou arboriculture fruitière consiste en une taille de stimulation afin de favoriser la production de fruits d'un sujet, mais aussi d'en améliorer la qualité (mûrissement et calibre).

### Élagage ornemental
L'élagage ornemental se pratique afin d'adapter un sujet à ses contraintes environnementales (route, habitation, ligne électrique, concurrence d'autre végétaux). Il est détaché d’objectif de production (bois d’œuvre, fruits…) et tend à adapter le volume ou orienter son esthétique générale.
L'élagueur est aussi dans ce cas appelé arboriste grimpeur. Les opérations techniques qui peuvent être réalisées par les arboristes grimpeurs sont très diverses : déplacement et exploration sur corde, tailles architecturées, démontage d'arbre, haubanage, etc.
Le manque de place et le choix de sujets à trop grand développement contraignent parfois à des élagages réguliers afin de contenir le volume général de l'arbre : ce sont des tailles architecturées. On distingue deux principales tailles architecturées : la taille sur « têtes de chat », obtenues par des coupes répétées aux mêmes endroits, et la taille par prolongations, qui consiste à étirer les branches de l'arbre dans une direction.
D'autre tailles architecturées existent, plus complexe à la mise en œuvre, telles que les tailles topiaires, les « rideaux sur têtes de chat », ou d'inspiration japonaise comme les « niwakis ».
Ces mêmes contraintes contextuelles, ainsi que certaines habitudes culturelles, génèrent parfois des opérations de tailles inappropriées ou « sévères », très  largement présentes et répandues dans le paysage arboricole français.

## Taille raisonnée
L'attachement aux règles de l'art, aux conduites de tailles intelligentes sont des principes d'arboriculture ornementale moderne, en opposition avec la taille dite « drastique ».
La taille raisonnée s'immiscera dans le paysage français au début des années 1980 : « 80 pour cent des arbres des villes françaises ont fait l'objet d'élagages drastiques pendant la période des trente glorieuses et jusque dans les années 1990. Les retombées s'en font encore ressentir aujourd'hui. »
Aujourd'hui, la dendrobiologie ayant beaucoup évolué, principalement grâce aux travaux des chercheurs A. Shigo, C. Mattheck, F. Hallé et C. Drenou, on s'accorde pour dire que l'élagage drastique est néfaste au bon développement de l'arbre, et souvent injustifié.
Il est intéressant de considérer qu'une forme d'amalgame peut parfois être fait entre la taille raisonnée et la « taille douce ».
La terminologie « taille douce » est généralement utilisée en opposition à celle de « taille drastique ». Lorsque les diamètres de coupes restent dans des proportions de l'ordre de quelques centimètres, il semblerait que ce seul critère suffise à considérer une taille comme « douce ». Une taille raisonnée s'impliquera toujours quant à elle dans une démarche de diagnostic et de préconisations pertinentes dans un contexte, et ne se contente pas de minimiser les diamètres de coupes.

## Chirurgie arboricole
La chirurgie arboricole est aujourd'hui une pratique quasi totalement abandonnée. Elle est la cause de dégâts irrémédiables sur le patrimoine arboré français (les platanes de la place des Lices, Saint-Tropez).
Les travaux du professeur Shigo ont mis en lumière les mécanismes de défense des arbres (CODIT: Compartimentalization of damages in trees), en complète opposition avec les principes de chirurgie arboricole (curetage et application de badigeons).
L'un des principaux points de la dendro-biologie moderne est qu'un arbre ne cicatrise pas, il compartimente. De nos jours, les arbres creux sont appréhendés de manière plus globale, avec une gestion plus durable de ces écosystèmes.

## Expertise et consultation
Une étude peut parfois précéder des travaux d'élagage afin de réaliser en amont les diagnostics d'un arbre ou d'un ensemble d'arbres. Cette étude à généralement pour objectifs d'accompagner les gestionnaires ou propriétaires d'arbres dans leurs décisions de gestion. Les résultats et compte rendus de ces études peuvent être donnés sous forme  :
- D'un document écrit (l'étude est parfois nommée alors "expertise"), pour des besoins juridiques, légaux, de procédures traçables, ou de conseils.
- Orale, avec uniquement des prescriptions écrites (l'étude est dite "consultation"), pour des besoins de conseils ou de preuve d'attention à une problématique identifiée.
Elles sont généralement réalisées par des professionnels de l'arboriculture d'agrément (bureau d'étude, consultant, élagueur,...), mais cette activité de conseil apparait aujourd’hui non réglementée. Consécutivement, on observe une très grande variabilité qualitative dans les prestations de services proposées.

## Diagnostics

### Diagnostic de tenue mécanique
Méthodes les plus usitées : VTA

### Diagnostic de risques associés aux arbres
Méthodes les plus usitées : QTRA, TRAQ, VALID

### Diagnostic physiologique
Méthodes les plus usitées : DIA, ARCHI

## Quelques règles pour l'arboriste élagueur
Sources,.

- Avoir des objectifs de taille clairs et réalisables avant toute taille intempestive.
- Port des EPI (Équipements de Protection Individuelle): Casque, lunettes, protection auditive, pantalon anti-coupure, manchettes anti-coupure, chaussures anti-coupure.
- Matériel d'ascension normé et révisé.
- L'utilisation de griffes lors de la pratique de l'élagage est proscrite afin de ne pas blesser inutilement l'arbre. Les griffes ne peuvent être utilisées que lors de travaux d'abattage.
- L'utilisation de l'échelle ne doit se faire qu'après l'installation d'une corde afin de sécuriser l'évolution du grimpeur sur cette dernière. L'échelle ne doit en aucun cas servir de poste de travail.
- Lors de l'utilisation de tout outil de coupe, deux points d'ancrage doivent impérativement être en place.
- Une personne formée aux secours dans les arbres doit toujours accompagner le grimpeur lors de travaux d'élagage. Il n'est donc pas toléré de travailler seul (GSA).
- Les angles de coupes de branches sélectionnées seront soignés et réfléchis afin de ne pas laisser de chicots ou à l'inverse d’abîmer le col ou la ride de l'insertion de la branche.
- Désinfection des outils de coupe, particulièrement lors de travaux sur des arbres d'alignement (si cela reste discuté scientifiquement, le principe de précaution semble devoir s'appliquer).
- Limitation du diamètre des coupes pour éviter l'intrusivité inutile.
- Pas d'utilisation de mastic cicatrisant ou badigeon, inefficaces voire contre-productifs.

## Période de taille
Source.

La période de taille variera en fonction de la taille choisie. Pour une taille en vert (avec foliaire présent), on pourra tailler toute l'année, sauf période de stress hydrique (manque d'eau), ainsi que le moment de la chute des feuilles et du débourrement, qui sont des périodes sensibles chez les ligneux caducs. Pour des tailles d'entretien complet (mise à nu du végétal), on attendra le repos végétatif (hiver).
Les répercussions des tailles d'entretien en période de gel sont encore mal connues chez les ligneux. La taille hors gel apparait en France comme une habitude culturelle, et non comme un fait scientifique.

## Formations

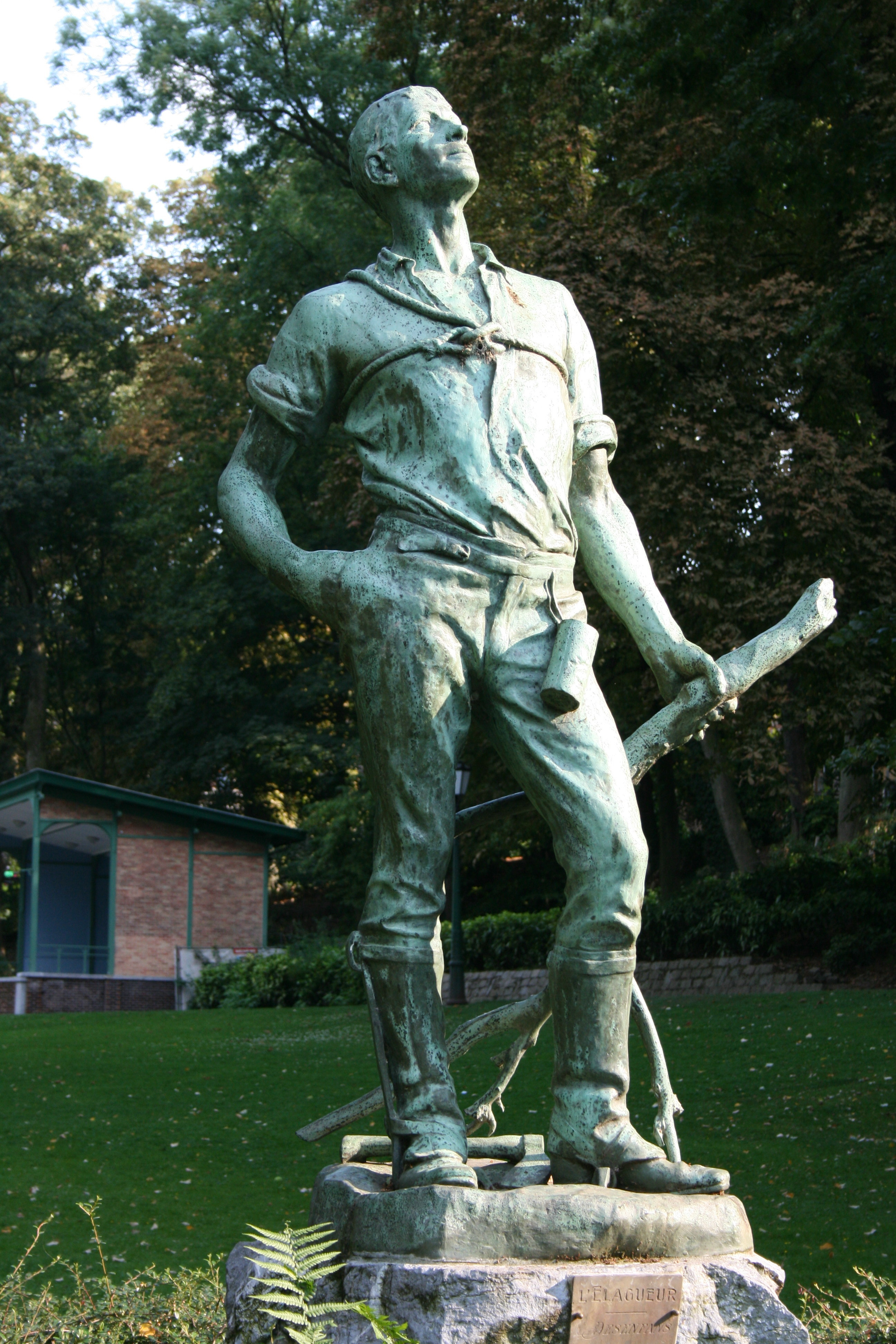
Statue d'un élagueur grimpeur, Parc Josaphat, Schaerbeek (Bruxelles), Belgique. L'élagueur d'Albert Desenfans.

Pour exercer la profession d'arboriste élagueur, il est recommandé de posséder le Certificat de Spécialisation « Arboriste-élagueur » (niveau IV).
Actuellement en France, une centaine de centres de formation proposent cette certification.
Une partie de la profession souhaite aujourd'hui voir évoluer ce diplôme et devenir obligatoire afin d'harmoniser le métier et rendre la gestion de l'arbre d'ornement plus qualitative.
Pour exercer la profession de conseil en arboriculture d'agrément, aucun diplôme ou titre n'est exigé. 
Avec une forte augmentation des entreprises réalisants des prestations de conseils, l'encadrement de ces métiers apparait aujourd'hui de plus en plus nécessaire. 

## Divers
Des championnats régionaux et nationaux sont organisés annuellement par la Société Française d'Arboriculture. Une compétition internationale existe, organisée par l'ISA (International Society of Arboriculture).
Le patrimoine arboré abrite une immense biodiversité. Pour permettre la vie des organismes saproxylophages et des oiseaux, chauve-souris et autres communautés animales en dépendant, certains élagages ne cherchent pas à éliminer les zones mortes, mais simplement à garantir la sécurité du public et éventuellement à conserver un aspect naturel à l'arbre.